# ジェイムズ・ダグラス (第4代モートン伯)
第4代モートン伯爵ジェイムズ・ダグラス（英: James Douglas, 4th Earl of Morton、1516年頃 - 1581年6月2日）は、スコットランドの貴族・政治家。
プロテスタントの改革派貴族の一人であり、メアリー女王を王位から追い、1572年にはスコットランド王ジェイムズ6世の摂政となる。権勢をふるったが、カトリックの初代レノックス公爵エズメ・ステュワートの奸計により失脚し処刑された。

## 経歴
1516年頃、サー・ジョージ・ダグラス(第5代アンガス伯アーチボルド・ダグラスの孫)とその妻エリザベス・ダグラスの次男として生まれる。兄に第7代アンガス伯位を継承するデイヴィッド・ダグラスがいる。
1543年3月に一族の第3代モートン伯爵ジェイムズ・ダグラスの娘エリザベスと結婚。翌4月に3代モートン伯はモートン伯爵位が彼（その次に兄の7代アンガス伯）に継承できるよう王室の勅許も得て処理した。
1548年に3代モートン伯が死去。彼のモートン伯位継承は1564年に国王に確認され、ついで1567年のスコットランド議会の立法で定められた。
1552年にスコットランド枢密顧問官に列する。プロテスタント貴族として名を馳せ、1557年にはプロテスタント擁護・カトリック打倒を誓った第一次盟約(First Bond)に署名している。改革派貴族として摂政メアリ・オブ・ギーズのカトリック政策に反対した。
1561年にフランスから帰国したメアリー女王はカトリックながらプロテスタントのモートン伯を重用し、1563年から1566年にかけてスコットランド大法官に任じられた。しかし結局信仰の違いから徐々に女王に批判的になり、1566年には王配ダーンリー卿ヘンリー・ステュワートと結託して女王の寵臣デイヴィッド・リッツィオの殺害に積極的に関与した。
女王とボスウェル伯ジェームズ・ヘップバーンが結婚するとそれに反対し、反乱貴族の一人として翌1567年のカーベリーヒルの戦いや1568年のラングサイドの戦いに参戦し、女王軍を撃破した。これにより女王はイングランドへ亡命した（後にイングランドで処刑される）。
1571年に第18代マー伯ジョン・アースキンが幼王ジェームズ6世の摂政に就任した頃から実権を握るようになり、その翌年にマー伯が死去すると代わって摂政に就任した。
摂政としては中央集権化と秩序回復に尽力した。イングランド軍の助力も得て、依然エディンバラ城に立てこもっていたメアリー派を排除した。
宗教政策では監督制(Episcopacy)復活をはじめとするプロテスタント推進政策をとったが、ジョン・ノックスらが主張する長老派による聖職者任命制の導入の提案は却下し、「教会の長は国王」との立場を堅持して司教任命権を国王に温存させた。これはモートン伯がいつの日かジェームズ6世はイングランド王位も継ぐだろうと確信していたためという。そのためにはイングランド式王権のもとに司教を置く体制を作り、またイングランドとの同盟関係を維持する必要があった。
しかし彼の強権的統治は反発を招き、特にカトリック貴族からは憎まれた。少年王ジェームズ6世もモートン伯を嫌っていた。そうした空気の中で1578年には第6代アーガイル伯爵コリン・キャンベルに讒言され、摂政解任に追い込まれた。
摂政解任後も実権を握ったが、カトリックのレノックス伯エズメ・ステュワート(後の初代レノックス公爵)の陰謀により粛清の対象とされて、王配ダーンリー卿ヘンリー・ステュワート暗殺の罪を着せられ、1581年6月2日にスコッチ・メイデン（英国式ギロチン）で処刑された。皮肉にもこの断頭台はモートン伯がイングランドから輸入したものだった。
子供はなかった。1581年11月29日には3代モートン伯の娘婿にあたる第8代マクスウェル卿ジョン・マクスウェルが新規にモートン伯爵に叙せられているが、1586年1月29日には4代モートン伯の甥にあたる8代アンガス伯アーチボルド・ダグラスに第5代モートン伯爵位の継承が認められた。